# Agustin Lopresti
Pour les articles homonymes, voir Lopresti.
Pas d'image ? Cliquez ici

a Compétitions nationales et continentales officielles uniquement.

b Matchs officiels uniquement.
Dernière mise à jour le 12 novembre 2021.
Agustin Lopresti, né le 15 novembre 1974 à Salta en Argentine, est un joueur international argentin de rugby à XV évoluant au poste de pilier (1,85 m et 125 kg).

## Carrière

### En club
- 1998-2000 : Benetton Trévise  Italie
- 2000-2001 : CA Bègles-Bordeaux  France
- 2002-2004 : FC Grenoble  France
- 2004-2005 : Pays d'Aix RC  France
- 2005-2006 : USA Perpignan  France
- 2006-2008 : Aviron bayonnais  France
- 2008-2010 : SU Agen  France

### En équipe nationale
Il a honoré sa première cape internationale en équipe d'Argentine le 13 septembre 1997 contre l'équipe du Paraguay.

## Palmarès

### En club
- Champion d'Italie en 1999 (Benetton Trévise )
- Champion de France de Pro D2 en 2010 (SU Agen)

### En équipe nationale
- 2 sélections en équipe d'Argentine en 1997
- 1 essai (5 points)